# Smarties

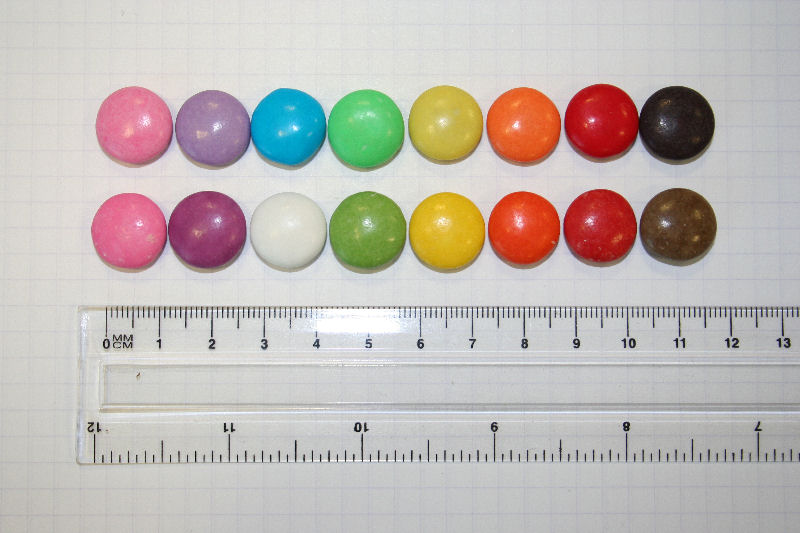
Verschillende kleurvarianten van Smarties

Smarties zijn chocoladepastilles van Nestlé. Ze kwamen in 1937 voor het eerst op de markt. Ze worden verkocht in kokerverpakkingen. In de jaren zeventig bracht een andere producent soortgelijke snoepjes op de markt met de naam Bonitos. Die werden later, samen met de pindavariant Treets, omgedoopt tot M&M's. M&M's en Smarties zijn elkaars grote concurrenten. Er worden dagelijks wereldwijd 570.000 kokerverpakkingen met Smarties geproduceerd.
In mei 2006 werd bekendgemaakt dat de Smartievarianten met kunstmatige kleurstoffen uit productie waren genomen omdat die hyperactiviteit en agressie zouden opwekken bij kinderen die daarvoor gevoelig waren. Voor de blauwe Smartie was op dat moment geen geschikte vervangende kleurstof beschikbaar, waardoor deze tijdelijk niet in productie was. Sinds februari 2008 zijn de blauwe Smarties, met natuurlijke kleurstof gewonnen uit spirulina, weer in productie.

## Dierlijke ingrediënten
Nestlé gebruikte tot 2010 karmijnzuur (E120) om de Smarties te kleuren. Karmijnzuur wordt gewonnen uit de cochenilleluis (schildluis), en daardoor waren Smarties ongeschikt voor vegetariërs en waren ze niet koosjer. Vanaf 2010 wordt er gebruikgemaakt van plantaardige bronnen zoals rodekool, radijs en citroen.